# バサースト (掃海艇)
バサースト (HMAS Bathurst) はオーストラリア海軍の掃海艇。バサースト級。

## 艦歴
1940年2月10日起工。1940年8月1日進水。1940年12月6日シドニーで就役。
「バサースト」は第二次世界大戦中、船団護衛や対潜哨戒などに従事した。
就役後、最初はオーストラリア東岸で活動し、次はシンガポールを拠点に活動した。1941年6月からはインド洋や紅海で活動し、1941年8月にはアレクサンドリアでドック入りした。その後もインド洋やペルシャ湾で船団護衛などに従事した。1944年9月にオーストラリアに戻り、その後はオーストラリアやニューギニア周辺で活動した。戦後は中国沿岸で掃海作業に従事した。1946年9月27日退役。1948年6月21日にスクラップとして売却された。